# Jakub Frank
Jakub Józef von Frank-Dobrucki (hebr. ‏יעקב פרנק‎ Ja’akow Josef ben Juda Lejb Frank, ur. 1726 w Korolówce na Podolu albo w Buczaczu, zm. 10 grudnia 1791 w Offenbachu koło Frankfurtu nad Menem) – baron oraz twórca żydowskiej sekty frankistów (nazwanej na jego cześć), kupiec, kabalista, rabin ruchu sabataizm, cadyk, mistyk, filozof, działacz społeczno-polityczny, reformator religijny, samozwańczy prorok, astrolog i alchemik.

## Życiorys

### Pierwsze lata i edukacja
Według różnych źródeł ojciec Jakuba był nauczycielem w chederze lub kupcem. Jego dziadek przez pewien czas żył w Kaliszu, a matka Rachela Franko pochodziła z Rzeszowa. W późniejszym czasie Jakub twierdził, iż jego ojciec był rabinem w Czerniowcach, ale nie potrafił tego udowodnić. W 1727 ojciec Jakuba Lejbowicza został oskarżony o herezję sabataistyczną. Z tego powodu cała rodzina została zmuszona do opuszczenia Rzeczypospolitej. Przeniosła się ona do Bukowiny, a potem osiadła na Wołoszczyźnie. Sam Lejbowicz przez pewien czas mieszkał w Bukareszcie, gdzie zajmował się handlem. Sprzedawał tam m.in. ubrania i kamienie szlachetne.
Pod wpływem ojca Jakub Lejbowicz został zwolennikiem sabataizmu, za co został usunięty z gminy żydowskiej. Udał się wówczas do Turcji, gdzie od 1750 studiował kabałę. Jego nauczycielem był rabin Isachar z Podhajec. W 1752 wziął ślub z Chaną, córką rabina sabatajskiego, Jehudy Ha Lewi Towy. Uroczystość zaślubin odbyła się w Nikopolu nad Dunajem. Tej samej nocy dokonała się również inicjacja pana młodego w sekcie sabataistów. W tym samym roku Lejbowicz znalazł się w Salonikach, dokąd udał się, poznawać doktrynę Baruchji Ruso u mieszkających tam donmeńczyków. Stamtąd odbył pielgrzymkę do Skopje do grobu jednego z najwybitniejszych sabatajczyków, Natana z Gazy.
W tym czasie uznał, że jest trzecim Mesjaszem – po Sabbataju Cwi i Baruchji Ruso i utożsamił się z Jezusem Parakletem – ostatecznym zbawicielem. W 1754 założył w Salonikach własną szkołę religijną, ale głoszenie doktryny identyfikującej go z Mesjaszem spowodowało konflikt z tamtejszymi konwertytami. To z kolei zmusiło go do opuszczenia miasta i zamieszkania w Smyrnie. W 1755 przyjechali do niego dwaj sabatajczycy z Podola, Nachman z Buska i Elisza Szor z Rohatyna. Udało im się namówić Jakuba Lejbowicza na rozpoczęcie mesjanistycznej misji w Polsce.

### Działalność w Rzeczypospolitej
Jakub Frank powrócił do Rzeczypospolitej 5 grudnia 1755. Rozpoczął w ten sposób znany w tradycji sabataistycznej objazd, tzw. chawur. Szybko zyskał zwolenników (frankistów) wśród Żydów, szczególnie między sabataistami. Przez ludność żydowską postrzegany był jako Żyd sefardyjski, ponieważ ubierał się zgodnie z południową modą i używał języka ladino. Z tego powodu mówiono na niego frenk, co w jidysz oznacza właśnie sefardyjczyka. Sam Lejbowicz przejął to określenie i zaczął używać go jako nazwiska, będąc od tej pory znanym jako Jakub Frank.
27 stycznia 1756 przybył do Lanckorunia nad Zbruczem, gdzie podczas odbywającego się tam jarmarku spotkał się z częścią swoich zwolenników. Grupa ta rozpoczęła odprawianie orgiastycznych rytuałów, w skład których wchodziła m.in. „wymiana żon” pomiędzy mężczyznami będącymi członkami sekty. Frankiści zostali na tym przyłapani przez ortodoksyjnych Żydów, którzy postawili Franka i jego najbliższych współpracowników przed sądem rabinackim. Samozwańczy „Mesjasz” został jednak uznany przez władze za tureckiego poddanego, został więc zwolniony. Następnego dnia udał się w kierunku granicy i trafił z powrotem na ziemie należące do Turków. W marcu 1756 w Kopyczyńcach ponownie zjawił się w Rzeczypospolitej, znów został aresztowany i zwolniony.
Sąd rabinacki 13 czerwca 1756 wydał wyrok, w którym obłożył żydowską klątwą religijną (cherem) zwolenników Sabataja Cwi, Natana z Gazy i Baruchji Ruso. Ponadto zakazano czytania m.in. Zoharu wszystkim Żydom, którzy nie ukończyli 30. roku życia. Sąd wysłał też do wszystkich kahałów w Polsce ogólny nakaz aresztowania tych osób, które jawnie wyznają wiarę w herezję sabataistyczną. W późniejszym czasie Sejm Żydów Korony obradujący w Konstantynowie we wrześniu 1756 potwierdził wszelkie zapisy dokumentu nakładającego cherem.

#### Dysputa kamieniecka
W tym czasie sektą frankistów zainteresowały się lokalne władze kościelne. Franka zaczął popierać biskup kamieniecki Mikołaj Dembowski, który liczył na konwersję frankistów na katolicyzm. Samozwańczy „Mesjasz” odrzucał bowiem Talmud i tradycję żydowską, a chrzest traktował jako niezbędny do zbawienia. Biskup odbył serię rozmów z frankistami, którzy skarżyli mu się na prześladowania, jakich doznają ze strony ortodoksyjnej społeczności żydowskiej. Dembowski zachęcił Franka do tego, by ten wezwał swoich zwolenników do ujawnienia się i masowej konwersji. W ostatnich dniach kwietnia 1756 Frank został jednak ponownie aresztowany, a następnie wydalony z Polski. Udał się na Wołoszczyznę, gdzie przyjął (pod koniec 1756 lub na początku 1757) islam. Uczynił to z grupą sabatajczyków i ze swoim teściem. W ten sposób powstała nowa sekta, która nazwała się abrahamitami. W czerwcu i sierpniu 1757 złożył wizytę w Rohatynie, gdzie spotkał się ze swoimi zwolennikami. W marcu 1758 Jakub Frank oficjalnie ogłosił, iż uważa się za wcielonego Boga i Mesjasza, będącego następcą Cwi i Ruso.
Tymczasem ortodoksyjni rabini, którzy odkryli sabataistyczne obrzędy, wystąpili przeciwko nim do sądu, oskarżając ich o tzw. grzech Adamitów. Biskup Dembowski zdecydował, że w sprawach doktrynalnych kompetentny dla rozstrzygnięcia sporu będzie sąd konsystorski. Wobec tego sabatajczycy – pragnąc legalizacji działalności sekty z pomocą Kościoła – zaproponowali, aby urządzić dysputę religijną pomiędzy „talmudystami” i „zoharystami”. Oprócz niej miał niezależnie toczyć się proces sądowy.

Według opisu historyka: 

Klątwa rzucona przez sąd rabiniczny i zjazd czterech ziemstw żydowskich na kontratalmudystów, srodze uraziła biskupa kamienieckiego. Widział on w owym akcie ujmę dla jurysdykcyi sądu biskupiego, jedynie, zdaniem jego, kompetentnego, do ferowania stanowczych w rzeczach wiary dekretów. Znaglenie rabinów ziem ruskich do stawienia się do Kamieńca, celem rozprawienia się publicznego z Frankistami, było rodzajem kary, za przekroczenie władzy, jakiego się rabini, zdaniem biskupa, dopuścili, rzuceniem klątwy na ludzi, głoszących zasady, w niektórych punktach z dogmatami Kościoła zgodne. Zapowiedziany nadto przez manifestantów zamiar, wykazania błędów Talmudu, był niemniej ważną dla biskupa kamienieckiego podnietą, nietylko do przyzwolenia na dysputę, lecz nawet do znaglenia żydów do jej przyjęcia. Listem pasterskim, do proboszczów dyecezyi ruskiej wystosowanym, nakazał biskup Dębowski rabinom główniejszych miast i miasteczek przybyć w dniu 17 Listopada 1756 do Kamieńca, celem złożenia odpowiedzi, tak w sprawie wydanego dekretu rabinicznego, jakoteż i na punkta, do dysputy przez kontratalmudystów w manifeście ułożone. Gdy w terminie oznaczonym rabini nie przybyli, biskup zapowiedział, że o ile w dniu 10 Grudnia nie staną, spotka ich za to nieposłuszeństwo kara. Wówczas rabini ruscy wydelegowali od siebie plenipotenta, niejakiego Szymona Herszkowicza, który imieniem swoich mandatów zażądał przedewszystkiem odroczenia sprawy i zapowiedział excepcyę niewłaściwości Sądu (contra authoritatem jurisdictionis). Biskup Dębowski przyzwolił na odroczenie terminu do dnia 25 Lutego 1757 r. z ponownem wezwaniem rabinów, by przybyli osobiście, lecz w nowym terminie znowu zjawił się jeden Szymon Herszkowicz i oświadczył, że w sprawie dekretu rabinicznego i o gwałty Lanckorońskie, poddaje swoich mandantów łaskawości Sądu (clementiae judicii submittit), co zaś do dysput w przedmiocie dogmatów, stanowczo uchylił się od obowiązku ich przyjęcia, jako rzeczy dotyczącej religii, która, z mocy statutów odwiecznych, jeszcze od Kazimierza Wielkiego datujących się, zawsze tolerancyą i samorządem najzupełniejszym w Polsce się cieszyła. Obrona ta nie poskutkowała. Biskup Dębowski dekretem z d. 25 Marca 1757, nałożył kary pieniężne na synagogi swej dyecezyi, z powodu niestawienia się ich seniorów, i termin ostateczny do dysput, między obiema spór wiodącemi stronami, na dzień 20 czerwca 1757 r. wyznaczył”.

Dysputa toczyła się w okresie od 20 czerwca do 10 września 1757 przed sądem konsystorskim w Kamieńcu Podolskim. Podstawą dysputy był „manifest”, złożony 2 sierpnia 1756 przez dwudziestu czterech sabatajczyków w konsystorzu kamienieckim. Kolejne tezy przedstawiały główne założenia doktryny frankistowskiej odmiany herezji:

My wierzymy w to, cokolwiek Bóg w Starym Testamencie kazał wierzyć i nauczał:
1. Pisma Świętego rozum ludzki bez łaski Bożej skutecznie pojąć nie może;
2. Talmud niesłychanym przeciw Bogu bluźnierstwem napełniony, powinien i ma być odrzucony;
3. Jeden jest Bóg i ten wszech rzeczy stworzyciel;
4. Tenże Bóg w trzech osobach naturą nierozdzielny;
5. Można Bogu wziąć na się ciało ludzkie i wszelkim namiętnościom, prócz grzechu, być podległym;
6. Jeruzalem, miasto podług proroctwa, już nie będzie zbudowane;
7. Mesjasz w Piśmie obiecany, już nie przyjdzie;
8. Sam Bóg przekleństwo pierwszych rodziców i całego w nim narodu zniesie i ten to jest prawdziwy Mesjasz, Bóg wcielony.

Frank prawdopodobnie nie brał bezpośredniego udziału w dyskusji (w której uczestniczyło 19 „antytalmudystów” i 40 rabinów). Niejasna jest także kwestia tego, czy miał jakikolwiek wpływ na treść przygotowanych przez jego zwolenników „tez”.
Władze kościelne uznały, że sabatajczycy zwyciężyli w dyspucie i udowodnili swoje racje. Również sąd biskupi wydał korzystne dla nich orzeczenie – 17 października 1757 przedstawił dokument, w którym uniewinnił sektę od zarzutu grzechu Adamitów, zlecając także publiczne spalenie Talmudu na rynku kamienieckim. Sąd potwierdził także listy biskupa Dembowskiego, w których duchowny zapewniał im bezpieczeństwo i możliwość bezkarnego głoszenia swojej doktryny, polecając szlachcie opiekę nad sabatajczykami. Wydarzenia te były zachętą dla Franka do powrotu do Polski. Wkrótce potem jednak, 17 listopada 1757 zmarł biskup Dembowski. Przyjazd „Mesjasza” do Rzeczypospolitej opóźnił się. Wraz ze śmiercią biskupa zakończyło się masowe palenie Talmudu, a ponownie zwiększyło się prześladowanie członków sekty przez ortodoksyjnych Żydów. Wielu ze zwolenników Franka przedostało się wówczas przez granicę i dołączyło do niego.

#### Dysputa lwowska i pierwszy chrzest

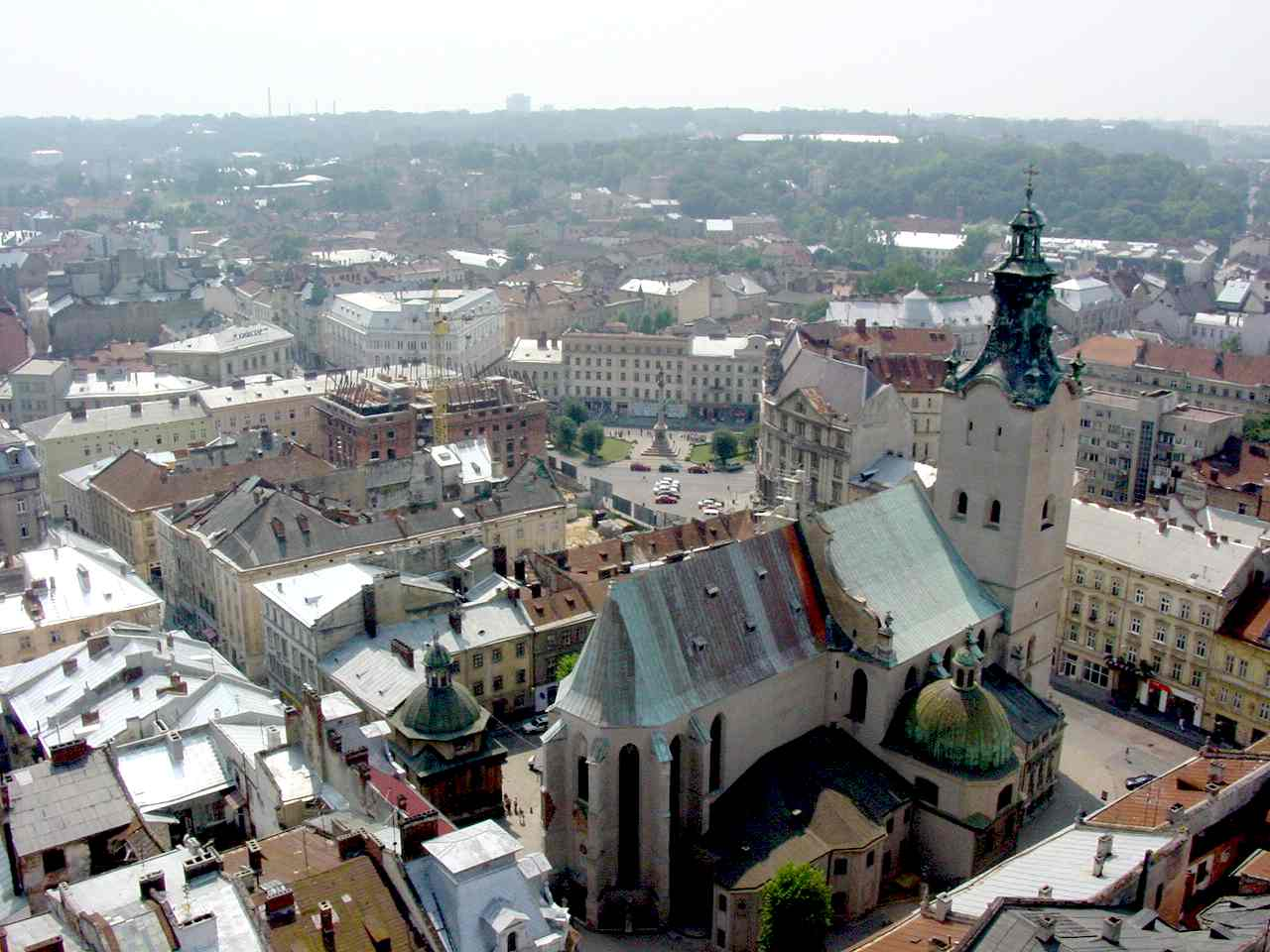
Katedra Łacińska we Lwowie (prawdopodobne miejsce pierwszego chrztu Franka)

W połowie 1758 król polski August III zdecydował o przyznaniu Frankowi listu żelaznego (przekazanego Frankowi 11 czerwca 1758), umożliwiającego mu bezpieczny powrót na terytorium Rzeczypospolitej. Monarcha został do tego namówiony przez biskupa Kajetana Sołtyka, który liczył na przyciągnięcie przy pomocy samozwańczego „Mesjasza” wielu Żydów do Kościoła katolickiego. Prócz tego sądził, że zdoła wykorzystać frankistów do potwierdzenia zarzutów o „mord rytualny” w Żytomierzu, wysuwanych pod adresem Żydów w wydanej przez biskupa broszurze pt. Błędy talmudowe od samychże Żydów uznane y przez nową sekt Siapwscieciuchów, czyli Contratalmudystów wyiawione (1758). 16 czerwca król wydał przywilej dla sekty frankistów jako ludzi będących blisko uznania [chrześcijańskiego] Boga, gwarantując im królewską opiekę. Dzięki tej pomocy Frank przybył do Polski i zamieszkał we wsi Iwanie koło Chocimia, w dobrach Antoniego Sebastiana Dembowskiego, brata zmarłego biskupa. Tam Jakub Frank rozwijał swoją doktrynę, głosząc ją otwarcie swoim zwolennikom. Twierdził, że jest prawdziwym żyjącym wcieleniem mocy boskiej, przybyłym na ziemię, aby dokończyć misję Cwi i Ruso, a także „prawdziwym Jakubem”, który zjawił się, żeby dokończyć dzieło swoich poprzedników – Abrahama i Izaaka. Frank przygotowywał swoich zwolenników do konieczności przyjęcia chrześcijaństwa, podobnie jak wcześniej islamu. Celem tego miało być zachowanie prawdziwej wiary.
W 1759 władze kościelne zorganizowały kolejną dysputę frankistów z talmudystami, zapraszając na nią Franka. Było to wynikiem złożenia w lecie 1758 w konsystorzu lwowskim wniosku, w którym sabatajczycy w imieniu Żydów polskich, węgierskich, tureckich, maltańskich i wołoskich obiecali przyjęcie chrztu, ale po debacie publicznej, w której ich przeciwnikami mieli być rabini. Również i tym razem przedstawiono tezy, zakładające m.in., że:

1. Proroctwa wszystkich proroków o przyjściu Mesjasza już się spełniły;
2. Mesjasz był Bogiem prawdziwym, któremu na imię Adonaj, ten wziął ciało nasze i wedle niego cierpiał dla odkupienia i zbawienia naszego;
3. Od przyjścia Mesjasza Prawdziwego ofiary i ceremonie ustały;
4. Krzyż Święty jest wyrażeniem Trójcy Przenajświętszej i pieczęcią Mesjasza;
5. Każdy człowiek powinien być posłuszny zakonowi Mesjasza, bo w nim zbawienie;
6. Do wiary Mesjasza Króla żaden przyjść nie może, jeno przez chrzest;
7. Talmud naucza, iż potrzebna jest krew chrześcijańska, a kto wierzy w Talmud, musi jej potrzebować.

Sam Frank nie uznawał dysputy lwowskiej za znaczące wydarzenie, odcinał się od niej nawet demonstracyjnie, uznając najprawdopodobniej, że sabatajczycy chcieli jedynie zemścić się na pozostałych Żydach za doznawane uprzednio prześladowania, oskarżając ich o mord rytualny. Pomimo tego w trakcie trwania debaty uznawany był za przywódcę „antytalmudystów”. Podobnie jak w przypadku dysputy kamienieckiej, sąd biskupi uznał prawdziwość wszystkich tez sabatajczyków, prócz ostatniej. Prawo do orzeczenia w tej sprawie przekazano papieżowi. Wkrótce po zakończeniu debaty, ok. tysiąca „kontrtalmudystów” przyjęło chrzest.
Jeszcze przed zakończeniem dysputy lwowskiej Frank został ochrzczony (17 września 1759). Przyjął imiona Jakub Józef. Ceremonia miała miejsce w katedrze we Lwowie. W tym samym czasie ok. 3 tys. frankistów również przystąpiło do tego sakramentu we Lwowie, Lublinie i Warszawie. Część z nich została natychmiast uszlachcona w drodze adopcji herbowej dokonanej przez ich rodziców chrzestnych, co wobec braku potwierdzenia przez Sejm było pozbawione znaczenia prawnego.

#### Drugi chrzest i uwięzienie

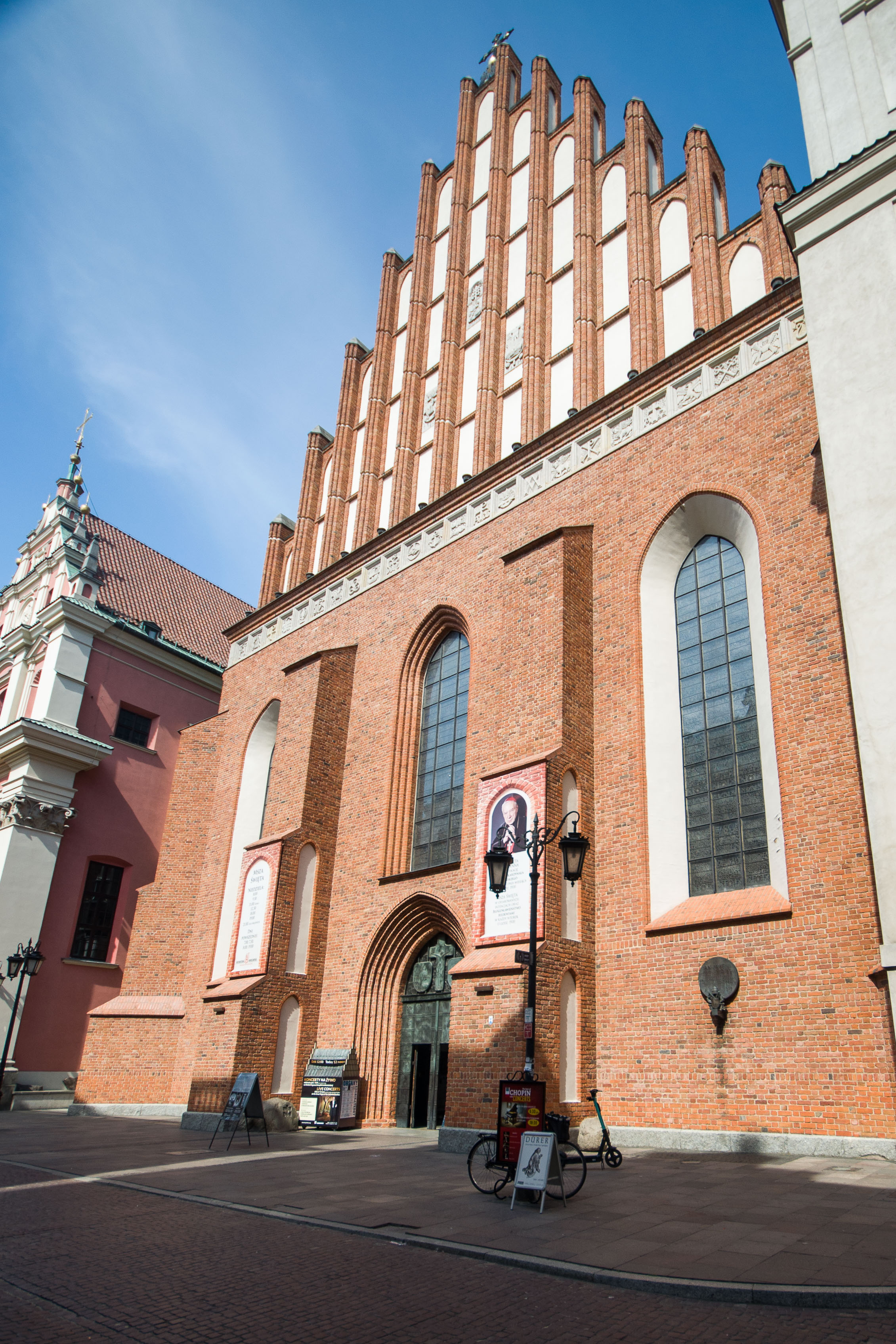
Bazylika archikatedralna św. Jana Chrzciciela w Warszawie, miejsce drugiego chrztu Franka

Po przybyciu do Warszawy Jakub Frank wraz z częścią swoich wyznawców został ponownie ochrzczony, uzyskując imię Józef Dobrucki. Uroczystość odbyła się w kolegiacie św. Jana w Warszawie. W opinii hierarchów kościoła katolickiego był to wielki sukces i początek chrystianizacji żydów. Ojcem chrzestnym był sam król August III (reprezentowany na uroczystości przez starostę Bratkowskiego), który zgotował Frankowi w stolicy uroczyste przywitanie – gdy wjeżdżał do miasta, na zamku oddano nawet armatnią salwę na jego cześć.
Katolicyzm był jednak dla Franka tylko etapem (ostatnią zasłoną) w dojściu do prawdziwego odkrycia Boga. Nie ustawał jednak w wysiłkach, aby przyciągnąć do siebie jak najwięcej Żydów i przekonać ich do chrztu, kompromitując jednocześnie „talmudystów”. Pomagał nawet władzom kościelnym w oskarżaniu ortodoksów o (urojone) używanie chrześcijańskiej krwi w swoich obrzędach religijnych. W tym czasie zgromadził także dwanaście „sióstr”, które zostały jego kochankami. To i inne głoszone przez Jakuba Franka poglądy stały w jawnej sprzeczności z doktryną katolicyzmu. Gdy wśród ochrzczonych frankistów wybuchła epidemia, część z nich zakwestionowała boskość swego przywódcy. Sądzili oni, że przyjęcie tego sakramentu da im nieśmiertelność, teraz widzieli, że tak się nie stało. Zbuntowani frankiści donieśli więc na Jakuba Franka do władz kościelnych, które postawiły go przed sądem konsystorskim. W celu odcięcia świeżo ochrzczonych frankistów od negatywnego, z punktu widzenia kościoła, wpływu ich przywódcy, osadzono Franka w klasztorze kamedułów na Bielanach w Warszawie, a później na Jasnej Górze. Wydarzenie to miało symboliczny wymiar dla tej części jego zwolenników, którzy pozostali mu wierni. Był on wówczas postrzegany jako męczennik. Wieść o uwięzieniu Franka rozniosła się i wkrótce potem wielu żydów pielgrzymowało na Jasną Górę, aby ujrzeć uwięzionego „Mesjasza”.
Jakub Frank spędził w klasztorze na Jasnej Górze 13 lat. W tym okresie zakończył tworzenie swojej doktryny mesjanistycznej, włączając do niej elementy związane z osobą Matki Boskiej. Pod wpływem widoku obrazu jasnogórskiego Frank uznał, iż uwięziona jest w nim Szechina (słowa tego używano na określenie obecności Boga w świecie, Szechina była również jednym z jego wielu imion, a także Jego żeńskim aspektem), którą musi „uwolnić”.
Niewiele wiadomo o trybie życia Franka w okresie, gdy przebywał w jasnogórskim klasztorze. Był ciągle popierany przez Sołtyka, który wspierał finansowo jego i członków sekty. Zwolennicy Franka osiedlali się w okolicy Częstochowy. Zgodnie ze źródłami frankistowskimi samozwańczy „Mesjasz” wysłał w 1768 i 1769 roku posłańców na Podole, do Mołdawii, na Węgry i Morawy oraz do krajów niemieckich. Miał również negocjować z Rosjanami i posłać swoich wysłanników do Moskwy. W Warszawie frankiści prowadzili rozmowy z księciem Nikołajem Repninem. W zamian za uwolnienie Frank miał obiecać, że 200 tys. Żydów nawróci się na prawosławie.

### Działalność zagraniczna i śmierć

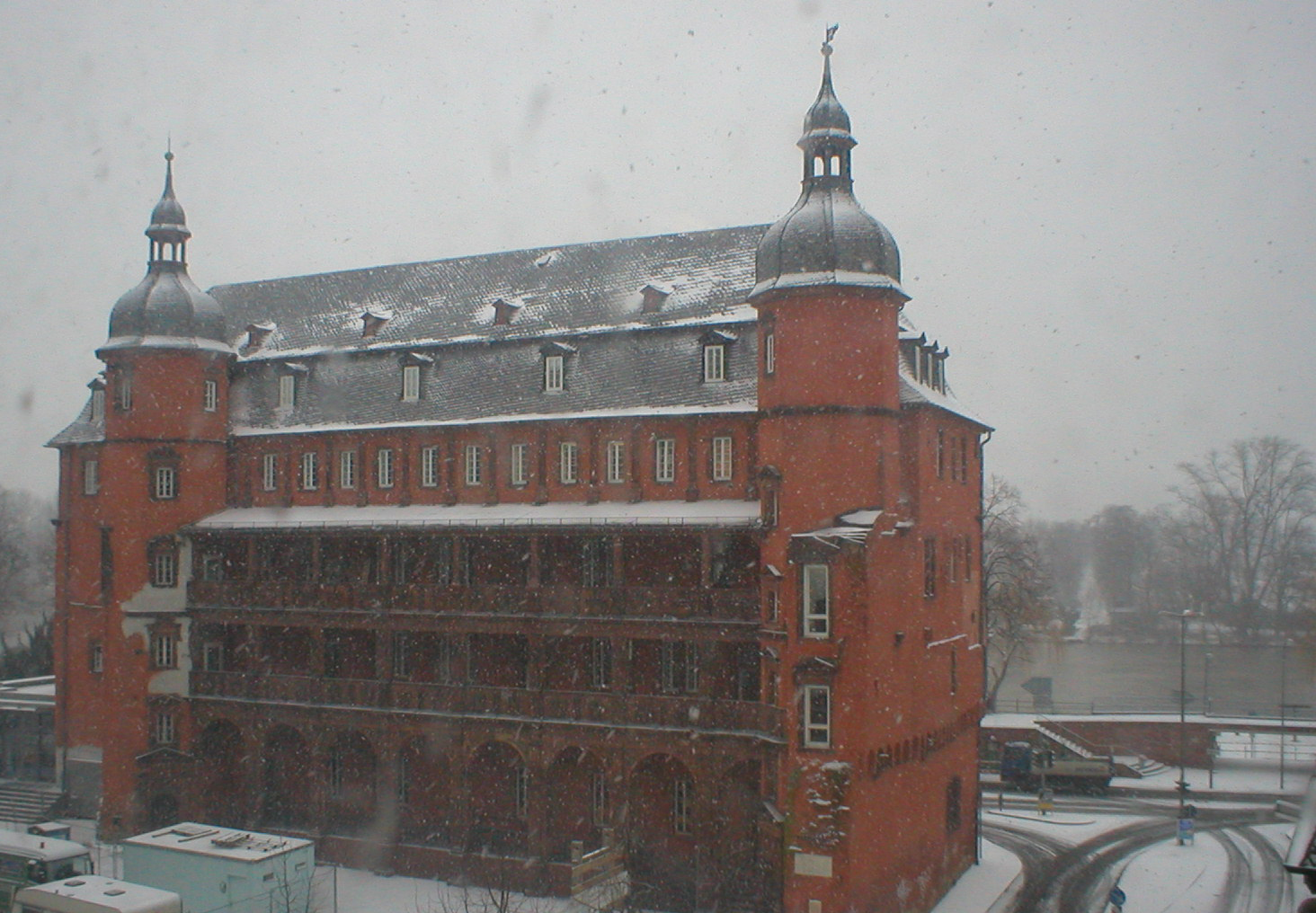
Zamek Isenburger Schloss, w którym zamieszkał Frank wraz ze swoim „dworem”

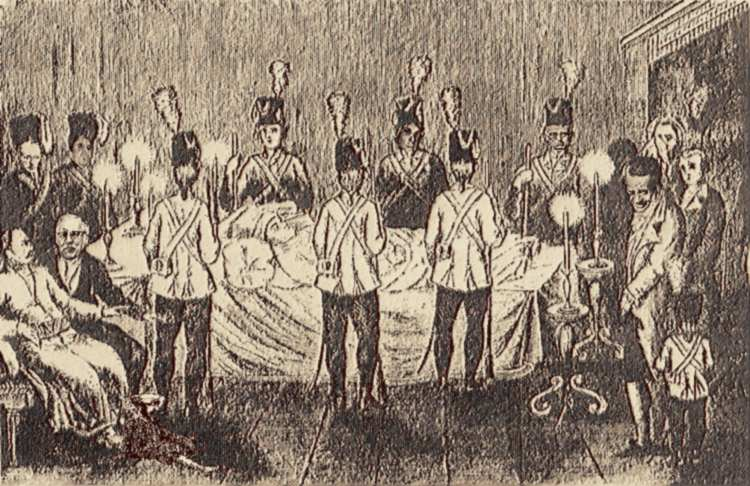
Jakub Frank na łożu śmierci

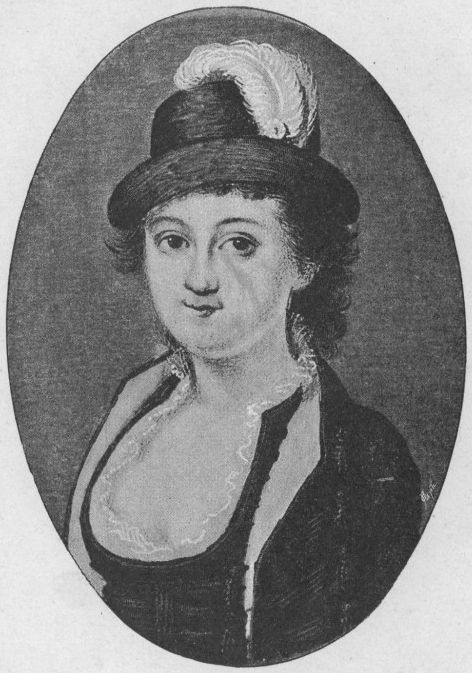
Córka Jakuba Franka, Ewa

Frank został uwolniony w 1773 przez wojska rosyjskie, walczące wówczas z konfederatami barskimi. Pomimo tego wciąż w mocy pozostawał wyrok sądu konsystorskiego. Z tego względu Frank musiał opuścić ziemie polskie. Udał się wraz z 18 towarzyszami do Brna. Zdołał przekonać tamtejsze władze, że jest kupcem, zmuszonym do opuszczenia Polski z powodów politycznych.
W marcu 1775 pojechał do Wiednia, gdzie wraz z córką Ewą udało mu się uzyskać audiencję u cesarzowej Marii Teresy i Józefa II. Przekonał monarchinię, że jest żydowskim reformatorem religijnym, dążącym do przekonania wszystkich wyznawców judaizmu do nawrócenia się na katolicyzm. Władczyni została jego protektorką. Frank próbował od niej uzyskać zgodę na wydzielenie pewnego terytorium jej państwa, w którym mógłby osiedlić swoich zwolenników, co jednak mu się nie udało.
Wkrótce potem Frank zaczął rozpuszczać plotki, że jego córka Ewa jest w rzeczywistości nieślubnym dzieckiem carycy Katarzyny, a on sam pełni jedynie rolę jej strażnika. Z tego powodu w krótkim czasie pojawiły się informacje na temat niejasnych i tajemniczych powiązań frankistów z dynastią Romanowów. Nie ma jednak na to żadnych dowodów.
W krótkim czasie Frank stał się osobą bardzo popularną w morawskich kręgach arystokratycznych. Również wielu jego zwolenników weszło w skład otaczających ich nie-żydowskich społeczności. Do ruchu przyłączyła się także część miejscowych Żydów. Z tego powodu pojawiły się napięcia pomiędzy nowymi członkami sekty i „starymi”, pochodzącymi z ziem polskich.
Po śmierci władczyni jej następca cesarz Józef II okazał się osobą nieprzychylną Frankowi. Gdy pojawiła się możliwość wojny Austrii z Turcją, cesarz planował wykorzystanie sabatajczyków zamieszkujących imperium tureckie jako swojej siatki szpiegowskiej. Wraz z Frankiem planował także uzbrojenie Żydów, by walczyli oni z Turkami. Później plany te zarzucono, a władca nakazał Frankowi opuszczenie kraju. W marcu 1786 osiedlił się on w Offenbach am Main. Cały czas był wspierany finansowo z Polski przez swoich wyznawców, uważających go za Mesjasza. Uzyskał tytuł barona i wydzierżawił od księcia Wolfganga Ernsta II von Isenburg zamek, w którym zamieszkał. Założył tam swój „dwór”, w którym stale przebywało ok. 400 rezydentów, a w szczytowym okresie grupa zamieszkujących go frankistów liczyła nawet 800 osób.
Frank próbował wśród wyznawców znaleźć swego następcę. Żaden z kandydatów nie posiadał jednak odpowiedniej charyzmy, by podtrzymać żywotność ruchu. Frank chciał przekazać sukcesję swoim dzieciom: Józefowi, Rochowi i Ewie. Później z pretensjami wystąpił także kuzyn Jakuba, Moses Dobruška (znany później również jako Franz Thomas von Schönfeld i Junius Frey).
Pod koniec życia Frank ogłosił się „następcą tronu” jakiegoś fikcyjnego kraju położonego gdzieś „nad Dunajem”.
W tym czasie stan zdrowia Jakuba Franka gwałtownie się pogorszył. Przeżył dwa ataki apopleksji, w 1788 i 1789, po których jednak udało mu się powrócić do zdrowia. Trzeci atak okazał się śmiertelny. Jakub Frank zmarł 10 grudnia 1791. Po jego śmierci frankiści rozproszyli się, większość przyjęła później katolicyzm (sam Frank zmarł prawdopodobnie jako prawosławny). Pogrzeb „mesjasza” był bardzo wystawny – w uroczystości tej uczestniczyły setki jego wyznawców.

## Doktryna frankizmu
Zasady jego nauki zostały przedstawione w Manifeście przygotowanym przed dysputą frankistów z talmudystami w 1757. Ujęte w postać przypowieści i aforyzmów nauki religijne Franka zostały spisane przez jego wyznawców w języku polskim w Brnie i Offenbach. W 1996 zostały wydane w Polsce Rozmaite adnotacje, przypadki, czynności i anegdoty pańskie, a w 1997 – Księga słów Pańskich.

## Frank w kulturze
- Jakub Frank stał się bohaterem eseju Andrzeja Żuławskiego Moliwda (1994).
- Osoba Franka stała się inspiracją filmu Daas w reżyserii Adriana Panka z 2011 roku. W rolę Franka wcielił się Olgierd Łukaszewicz[15].
- Do osoby Jakuba Franka oraz doktryny i dziejów frankizmu nawiązuje opowiadanie Leszka Engelkinga Pielgrzymka do Częstochowy, drukowane w miesięczniku Twórczość 2011, nr 8.
- Jakub Frank jest głównym bohaterem powieści Olgi Tokarczuk Księgi Jakubowe[16], wydanej w październiku 2014 roku nakładem Wydawnictwa Literackiego.